# むらかわみちお
むらかわみちお（1964年9月26日 - ）は、日本の漫画家。東京都荒川区在住。

## 経歴
東京生まれ、埼玉の寒村に育つ。
浦和市立浦和高等学校、某大学法学部卒。
現在は東京都荒川区在住。
大学卒業後、広告代理店勤務や編集者業などと並行して漫画を執筆発表し続ける。
一時、亡父の跡を継ぎ電気設備メーカーの代表取締役を務めていたが、会社を廃業し、現在は漫画家を生業とする。

表千家茶道を学び、宗名は「宗迪（そうてき）」。

## 『宇宙戦艦ヤマト』への関与
熱烈な『宇宙戦艦ヤマト』ファンであり、業界機関誌の編集者時代に「1999年ヤマト発進200年前記念本」を自ら企画し編集者、出版社にもちかけていた。

2011年、友人であり同じくヤマトファンの出渕裕が総監督を務める『宇宙戦艦ヤマト2199』で総監督からの依頼を受け、劇中のディスプレイデザインを担当した。
第3話では原画の一部を担当し、レイアウト監修（『追憶の航海』ではTVシリーズスタッフの「レイアウト構成」と表記）としてクレジットされている。

総集編である劇場版『宇宙戦艦ヤマト2199 追憶の航海』ではエンディングイラストも担当している。
また、総監督より「ニュータイプエース」での『宇宙戦艦ヤマト2199』の公式コミカライズ担当として推薦を受け、2012年から連載を開始。
掲載誌休刊後はWebコミック誌
「角川ニコニコエース」へと発表の場を移したが、2017年より休載となっている（再開予定）。
コミカライズ担当として、記念切符などの各種公式企画や、BDの特典、ドラマCDのブックレットなどにイラストも提供している。
2017年より公開された続編『宇宙戦艦ヤマト2202 愛の戦士たち』においてもモニター設定を担当。また、公式ノベライズの挿画も担当している。
2019年にKADOKAWAより発行されたムック『OUT　宇宙戦艦ヤマト2202 愛の戦士たち 特集号』にはスタッフとして参加。
2018年からは、埼玉県朝霞市のコミュニティFM放送局「ナナコライブラリーエフエム」において、『宇宙戦艦ヤマト』シリーズの音楽に特化した特番を企画し、自らもパーソナリティとして出演している。これまでに、「ラジオ･スイート 宇宙戦艦ヤマト」（2018）、「ラジオ･スイート さらば宇宙戦艦ヤマト」（2019）、「ラジオ･スイート ヤマトよ永遠に」（2022）、「ラジオ･スイート 宇宙戦艦ヤマトⅢ」（2023）が放送された。
2022年には、埼玉県越谷市のコミュニティFM放送局「ハロー・ハッピーこしがやエフエム868」の番組「DJ.林檎の二次元音楽館」における音楽特集「宇宙戦艦ヤマト 新たなる旅立ち 交響組曲1979」（2022）の企画構成および音源編集を行った。

## 作品リスト

### 連載中の作品
- 『宇宙戦艦ヤマト2199』（角川書店ニュータイプエース 2012年3月-2013年7月、角川ニコニコエース 2013年8月-)

- 『ガールズ＆パンツァー　樅の木と鉄の羽の魔女』（ComicWalker　2018年11月-)

### 単行本
- 『還相』（桜桃書房 1992年2月）ISBN 978-4871834940
- 『Ringlet』（ドラゴンコミックス　角川書店　1995年7月）ISBN 978-4049260762
- 『Ringlet』全1巻（バーズコミックス　幻冬舎　2002年9月）ISBN 978-4344801417

マンガ図書館Zに公開されている。
- 『虚数霊』1巻(未完)（バーズコミックス 幻冬舎 2004年7月）ISBN 978-4344804272
- 『虚数霊』1巻（MFコミックス フラッパーシリーズ メディアファクトリー　2009年10月）ISBN 978-4840129251

- 『虚数霊』2巻（MFコミックス フラッパーシリーズ メディアファクトリー　2010年6月）ISBN 978-4840133326
- 『虚数霊』3巻（MFコミックス フラッパーシリーズ メディアファクトリー　2011年3月）ISBN 978-4840137812

メディアファクトリー版は、コミックフラッパーに連載された新作に加え、幻冬舎版を改稿また加筆・補筆の上、再録している。
3巻は最終巻であることが明記されているが、事実上の打ち切りであり物語は収束していない。本人はブログにおいて、この幕引きは予定された打ち切りに向けて周到に準備されたものではあるが、「内容は最終回ではない」「未完のまま」であると発言している。
- 『宇宙戦艦ヤマト2199』1巻（カドカワコミックス・エース 角川書店 2012年7月）ISBN 978-4-04-120336-1
- 『宇宙戦艦ヤマト2199』2巻（カドカワコミックス・エース 角川書店 2013年1月）ISBN 978-4-04-120559-4
- 『宇宙戦艦ヤマト2199』3巻（カドカワコミックス・エース 角川書店 2013年6月）ISBN 978-4-04-120786-4
- 『宇宙戦艦ヤマト2199』4巻（カドカワコミックス・エース 角川書店 2014年1月）ISBN 978-4-04-121013-0
- 『宇宙戦艦ヤマト2199』5巻（カドカワコミックス・エース 角川書店 2014年7月）ISBN 978-4-04-101899-6
- 『宇宙戦艦ヤマト2199』6巻（カドカワコミックス・エース 角川書店 2015年1月）ISBN 978-4-04-101900-9
- 『宇宙戦艦ヤマト2199』7巻（カドカワコミックス・エース 角川書店 2015年10月）ISBN 978-4-04-103586-3
- 『宇宙戦艦ヤマト2199』8巻（カドカワコミックス・エース 角川書店 2016年03月）ISBN 978-4-04-103987-8
- 『ガールズ&パンツァー 樅の木と鉄の羽の魔女』上（MFコミックス KADOKAWA 2020年2月） ISBN 978-4-04-065426-3
- 『宇宙戦艦ヤマト2199』9巻（カドカワコミックス・エース 角川書店 2022年12月）ISBN 978-4-04-104869-6

### アンソロジー寄稿
- 『Signal･O･E･E』（「ARIEL COMIC ACT8」朝日ソノラマ 1992年3月)
- 『BENDER MISTERY』（「超常現象コミック シャングリラ Vol.1」桜桃書房 1992年10月）
- 『雪蓮』（「FLAT」 ワニマガジン社 1999年10月）
- 『ケイゾク/短篇集(アンソロジー)』（カドカワコミックス・エース・エクストラ 角川書店 2000年3月)
- 『会戦』（「宇宙戦艦ヤマト～遥かなる星イスカンダル コミックアンソロジー」DNA media comics special スタジオDNA 2000年5月）
- 巻末解説（「0.5 Like a balance life 2nd mix村田蓮爾作品集」ワニマガジン社 2000年6月）
- 『女郎蜘蛛』小説、挿画（「妖怪幻燈」MdN 2004年4月）
- 『色の行方・風の記憶』（村田蓮爾責任編集「robot」vol.5 ワニマガジン社 2006年4月）
- 『クニノマホロバ』（「ストライクウィッチーズ 公式コミックアラカルト～いっしょにできること～」カドカワコミックス・エース 角川グループパブリッシング 2011年2月 ）
- 『ちかまわり』（「ECアンソロジー 花咲くいろは ぼんぼる！」バンダイビジュアルエモーションコミックス 角川グループパブリッシング 2011年9月）

### 挿画、イラストレーションなどの作品
- 挿画『未確認武闘天使 UMA NAZUKI』 (碧星岳流／著　Eclips NOVEL 桜桃書房 1992年8月)
- 挿画『未確認武闘天使 UMA NAZUKI 2』 (碧星岳流／著　Eclips NOVEL 桜桃書房 1993年4月)
- 挿画『プレスタージョン戦記　神とともにあれ 』(皆川ゆか／著　小学館キャンバス文庫 小学館 1993年9月)
- 挿画『プレスタージョン戦記2　獅子、虎に逢う』 (皆川ゆか／著　小学館キャンバス文庫 小学館 1994年2月)
- 挿画『プレスタージョン戦記3　天の涙、地の慟哭』 (皆川ゆか／著　小学館キャンバス文庫 小学館 1994年6月)
- 表紙画『立て！キンダーマン　実相寺昭雄官能小説シリーズ　東京デカメロン　３』（実相寺昭雄／著　風塵社 1997年05月）
- カバー画『人とロボットの秘密』（堀田純司／著　講談社 2008年7月)
- 挿画『三千世界の星空1 ヒーローは失業中！』（吉野匠／著　徳間ﾉﾍﾞﾙｽﾞEdge 徳間書店 2008年2月）
- 挿画『三千世界の星空2 傷だらけの女戦士』（吉野匠／著　徳間ﾉﾍﾞﾙｽﾞEdge 徳間書店 2008年9月）
- 挿画『三千世界の星空3 あの娘の武器はデンジャラス！』（吉野匠／著　徳間ﾉﾍﾞﾙｽﾞEdge 徳間書店 2009年7月）
- 挿画『三千世界の星空4 ボクラノミライ』（吉野匠／著　徳間ﾉﾍﾞﾙｽﾞEdge 徳間書店 2010年4月）
- イラスト『ストライクウィッチーズ 公式コミックアラカルト』（カドカワコミックス・エース 角川グループパブリッシング 2010年9月 ）
- イラスト『ストライクウィッチーズ劇場版』大ヒット記念 応援画集 下巻(2012年4月)
- イラスト『アルカナハート』PS2用ゲーム特典イラスト（AQインタラクティブ）
- 表紙画　全日本金属産業労働組合協議会機関誌「IMF-JC」
- 記念切符イラスト「宇宙戦艦ヤマト2199原画展」記念切符「地球版」「ガミラス版」(西武鉄道 2014年4月)
- デザイン「宇宙戦艦ヤマト2199原画展」オリジナル iPhone5s/5用 シンクロスキン(画面・筐体ラベル)
- 記念切符イラスト「天橋立観光船✕宇宙戦艦ヤマト2199プレミアムチケット」(丹後海陸交通 2014年7月)

「【日本三景 天橋立】 × 【宇宙戦艦ヤマト2199】コラボ企画」による天橋立観光船「かもめ号」の往復記念切符。
むらかわが取材から企画・デザイン・イラストだけでなく特典のサウンド紀行の脚本・録音編集まで関わっている。
- 挿画『小説 宇宙戦艦ヤマト2202 愛の戦士たち』(皆川ゆか／小説 福井晴敏／ストーリー KADOKAWA 2017年10月-、既刊4巻)

### 参加アニメーション作品
- 『宇宙戦艦ヤマト2199』ディスプレイデザイン、第3話レイアウト監修(2012年-2013年)
- 『宇宙戦艦ヤマト2199 追憶の航海』エンディングイラスト(2014年)
- 『宇宙戦艦ヤマト2202 愛の戦士たち』モニターデザイン(2017年-2019年)

### 同人作品
- 「YAMATO 2199」(むらかわみちお党 2006年2月)
- 「YAMATO 2201」(むらかわみちお党 2006年8月)
- 「YAMATO REUNION」(むらかわみちお党 2006年12月)
- 「LiNE DRIVE」(むらかわみちお党 2008年8月)
- 「YAMATO reactivate」(むらかわみちお党 2009年4月)
- 「Junky FUNK」(むらかわみちお党 2010年8月)
- 「hɑɚmóʊniəm(ﾊﾙﾓﾆｳﾑ)」(むらかわみちお党 2011年12月)
- 「RF reflections of YAMATO2199 volume.1」(むらかわみちお党 2012年12月)

『宇宙戦艦ヤマト2199』1巻と2巻のネームに本人の解説を加えたもの。
- 「JAY WALKIN'」(むらかわみちお党 2013年8月)
- 「RF reflections of YAMATO2199 volume.2」(ヤマトクルー 2014年1月)

『宇宙戦艦ヤマト2199』3巻と4巻のネームに本人の解説を加えたもの。
本作は2012年12月のvolume.1の続巻であるが、『宇宙戦艦ヤマト』シリーズのオフィシャルファンクラブサイト「ヤマトクルー」から刊行された。
- 「NOVANOVA」(むらかわみちお党 2014年8月)
- 「RF reflections of YAMATO2199 volume.3」(ヤマトクルー 2015年10月)

『宇宙戦艦ヤマト2199』5巻と6巻のネームに本人の解説を加えたもの。
volume.2に引き続き、『宇宙戦艦ヤマト』シリーズのオフィシャルファンクラブサイト「ヤマトクルー」から刊行される。

## 関連人物
出渕裕
野上武志
環望
峠比呂
村田蓮爾
皆川ゆか（皆河有伽）
『虚数霊』において重要な位置にある設定「虚数意識論」（MF版では「虚数精神論」とも表記）は、皆川の小説作品『運命のタロット』シリーズからの借用である。
井上純弌
あびゅうきょ
むらかわの同人誌への寄稿の他、『宇宙戦艦ヤマト2199』2巻（6話）で大ゴマの背景を描いている。
吉川和篤